# Holy Bandits
Holy Bandits ist ein Musikalbum der britischen Folk-Rock-Band Oysterband, das 1993 erschien. Es ist neben The Shouting End of Life ihr bekanntestes Album.
In den USA wurde die CD mit einem anderen Cover veröffentlicht, es war statt der Bandmitglieder John Jones, Ray „Chopper“ Cooper und Lee Partis ein Teil des Covers des Vorgängeralbums „Deserters“ zu sehen. Eben jener Teil war auf der USA-Edition von „Deserters“ nicht auf dem Cover vorhanden.
Die beiden Singleauskopplungen von Holy Bandits waren die Songs „Gone West“ und „Cry Cry“, wobei bei der US-amerikanischen Version von „Cry Cry“ die Titel „Blood Wedding“, „Bells Of Rhymney“ und „Hangman Cry“ durch „After London“, „The Star of the County Down“ und „Curragh Of Kildare“ ersetzt wurden.
Im Jahr 1997 wurde „When I´m Up I Can´t Get Down“ von der kanadischen Folk-Rock-Band Great Big Sea gecovert und wurde zu deren größten Hit. Elf Jahre später nahm die Oysterband „When I´m Up I Can´t Get Down“ für „The Oxford Girl And Other Stories“ nur mit akustischen Instrumenten neu auf.

## Titelliste
Alle Titel geschrieben von Telfer, Jones und Prosser, außer angegeben.
1. „When I´m Up I Can´t Get Down“ – 3:30
2. „The Road To Santiago“ – 3:29
3. „I Look For You“ – 4:04
4. „Gone West“ – 4:03
5. „We Shall Come Home“ (Telfer) – 4:18
6. „Cry Cry“ – 3:34
7. „Here´s To You“ (Text: Telfer – Musik: Jones, Prosser, Trad. Arr. Oysterband) – 3:15
8. „Moving On“ – 3:45
9. „Rambling Irishman“ (Trad. Arr. Oysterband) – 5:03
10. „A Fire Is Burning“ – 3:18
11. „Blood Wedding“ 4:04

## Rezeption
| Medium   | Rating                                                              | Kritiker      |
| -------- | ------------------------------------------------------------------- | ------------- |
| Allmusic | Sternsymbol · Sternsymbol · Sternsymbol · Sternsymbol · Sternsymbol | Rick Anderson |

Rick Anderson berichtete unter anderem folgendes in seiner Rezension auf Allmusic.com:
„(...) Oysterband sounds like they've been given a blood transfusion on this album. (...) Holy Bandits proceeds from strength to strength with hardly a misstep. British folk-rock simply doesn't get any better than this.“
„(...) die Oysterband klingt, als hätte sie für dieses Album eine Bluttransfusion bekommen. (...) Holy Bandits schreitet mit wachsender Kraft und kaum einem Fehltritt voran. Britischer Folk-Rock kann einfach nicht besser gemacht werden.“